# ルーカス・トロ
ルーカス・トロ（スペイン語: Lucas Torró Marset、1994年7月19日 - ）は、スペイン・バレンシア州コセンタイナ出身のサッカー選手。CAオサスナ所属。元スペイン代表。ポジションはミッドフィールダー。

## 経歴
2012年8月にレアル・マドリードの下部組織に入団。カスティージャで経験を積み、2016年7月18日にレアル・オビエドに期限付き移籍に出された。
2017年7月6日、セグンダ・ディビシオンのCAオサスナに移籍した。
2018年7月2日、アイントラハト・フランクフルトがレアル・マドリードと保有権を分割することで獲得した。しかし怪我に悩まされ、出場機会は限定的だった。
2020年8月6日、完全移籍でオサスナに再加入したことが発表された。